# Objetivo de Desarrollo Sostenible 2
El Objetivo de Desarrollo Sostenible 2 (Objetivo 2 o ODS 2) trata sobre alianzas para los objetivos y es uno de los 17 Objetivos de Desarrollo Sostenible (ODS) establecidos por las Naciones Unidas en 2010. El objetivo Hambre Cero busca llegar a su meta en el año 2030. Para ello, los gobiernos y la comunidad internacional deben trabajar partiendo de los enfoques que ya han demostrado ser eficaces, y que combinan tres elementos importantes: asegurar el acceso a los alimentos, incrementar los ingresos y garantizar la sostenibilidad.
El ODS 2 es: "Poner fin al hambre, lograr la seguridad alimentaria y la mejora de la nutrición y promover la agricultura sostenible". El Objetivo tiene metas que deben alcanzarse para 2030. El progreso hacia las metas se medirá mediante indicadores.

## Contexto
El número de personas que padecen hambre comenzó a aumentar lentamente de nuevo en 2015 y las estimaciones indican que cerca de 690 millones de personas en el mundo padecen hambre, que es el 8,9 % de la población mundial.  Según el Programa Mundial de Alimentos aproximadamente 135 millones de personas padecen hambre severa debido a los conflictos y cambios climáticos causados por los humanos, además de que se prevé que debido a la pandemia de COVID 19 esta cifra podría duplicarse y sumar alrededor de 130 millones de personas más que podrían padecer de hambre. 

## Organizaciones
El éxito para que los Objetivos de Desarrollo Sostenible se basa en procesos efectivos de monitoreo, revisión y seguimiento. Entre otras organizaciones la Organización de las Naciones Unidas para la Alimentación y la Agricultura (FAO) es la agencia de la ONU encargada de custodiar este punto.
- FAO
- Programa Mundial de Alimentos
- Fondo Internacional de Desarrollo Agrícola
- Banco Mundial
- Programa de las Naciones Unidas para el Medio Ambiente
- Acción Contra el Hambre
- Feeding America
- The Hunger Project